# RMA-nummer
RMA-nummer (av Return Merchandise Authorization, RMA), ibland returnummer, är en referenskod, vanligen ett nummer, som bifogas en produkt då den skickas in till en verkstad. RMA-numret tilldelas av verkstaden eller av leverantören. RMA-nummer är bland annat vanliga inom underleverantörer till fordonsindustrin där man ställer krav på fullständig spårbarhet enligt ISO-standarden ISO/TS16949.